# Sjölökssläktet
Sjölökssläktet (Drimia) är ett släkte i familjen sparrisväxter med cirka 75 arter från södra Europa och Afrika. 

## Bildgalleri

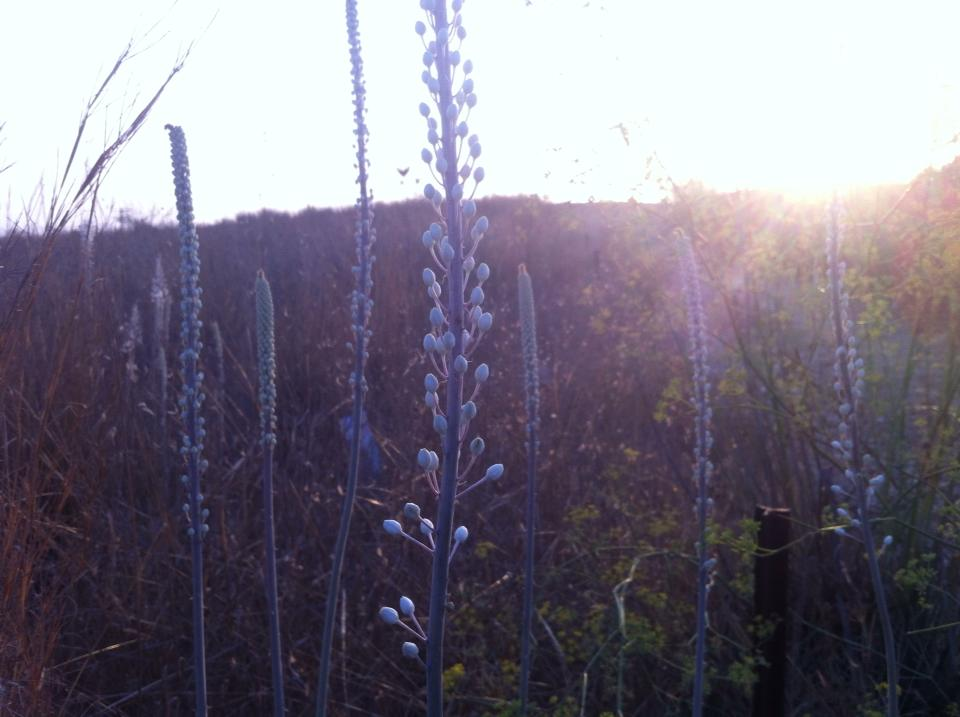
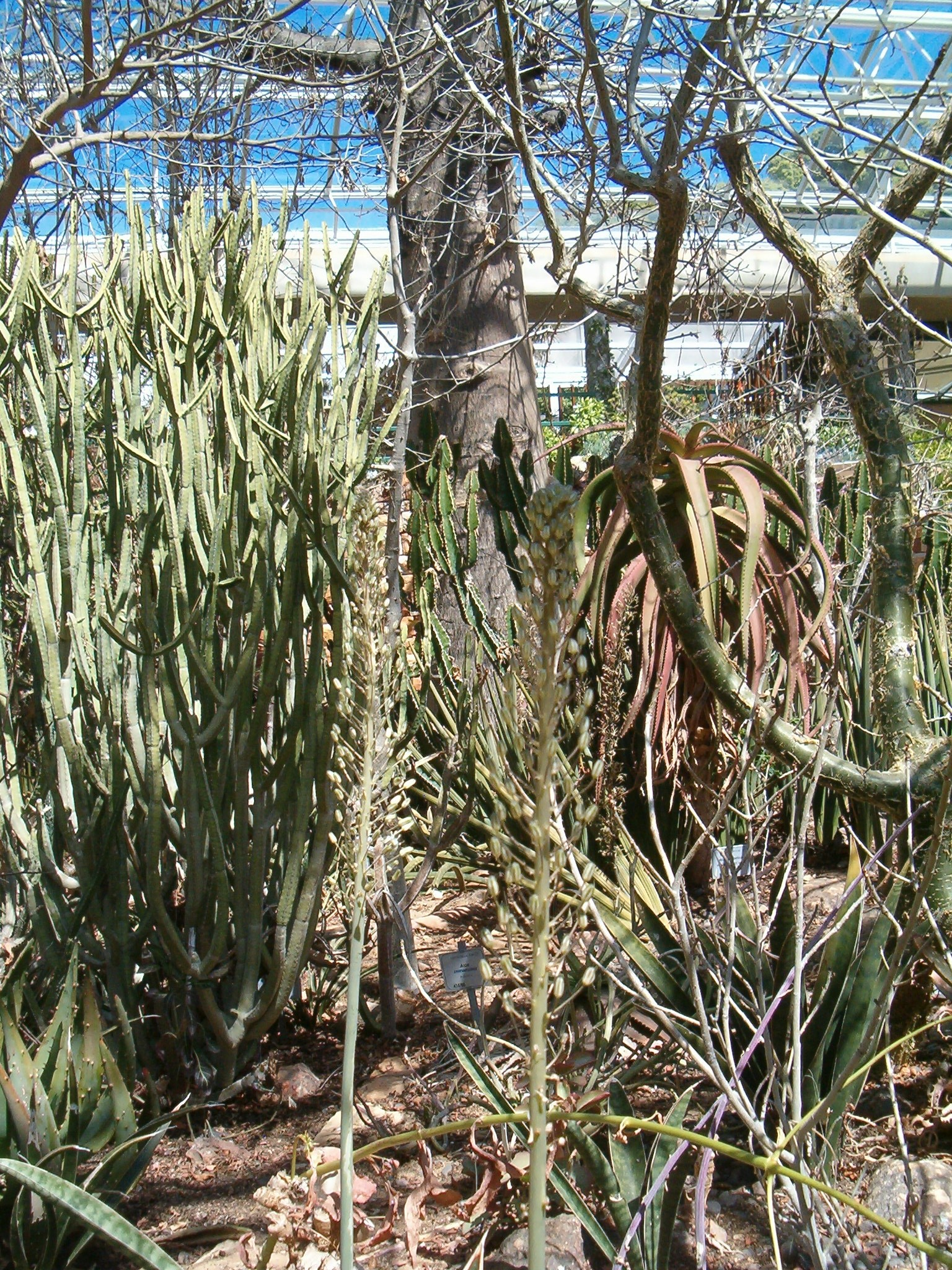
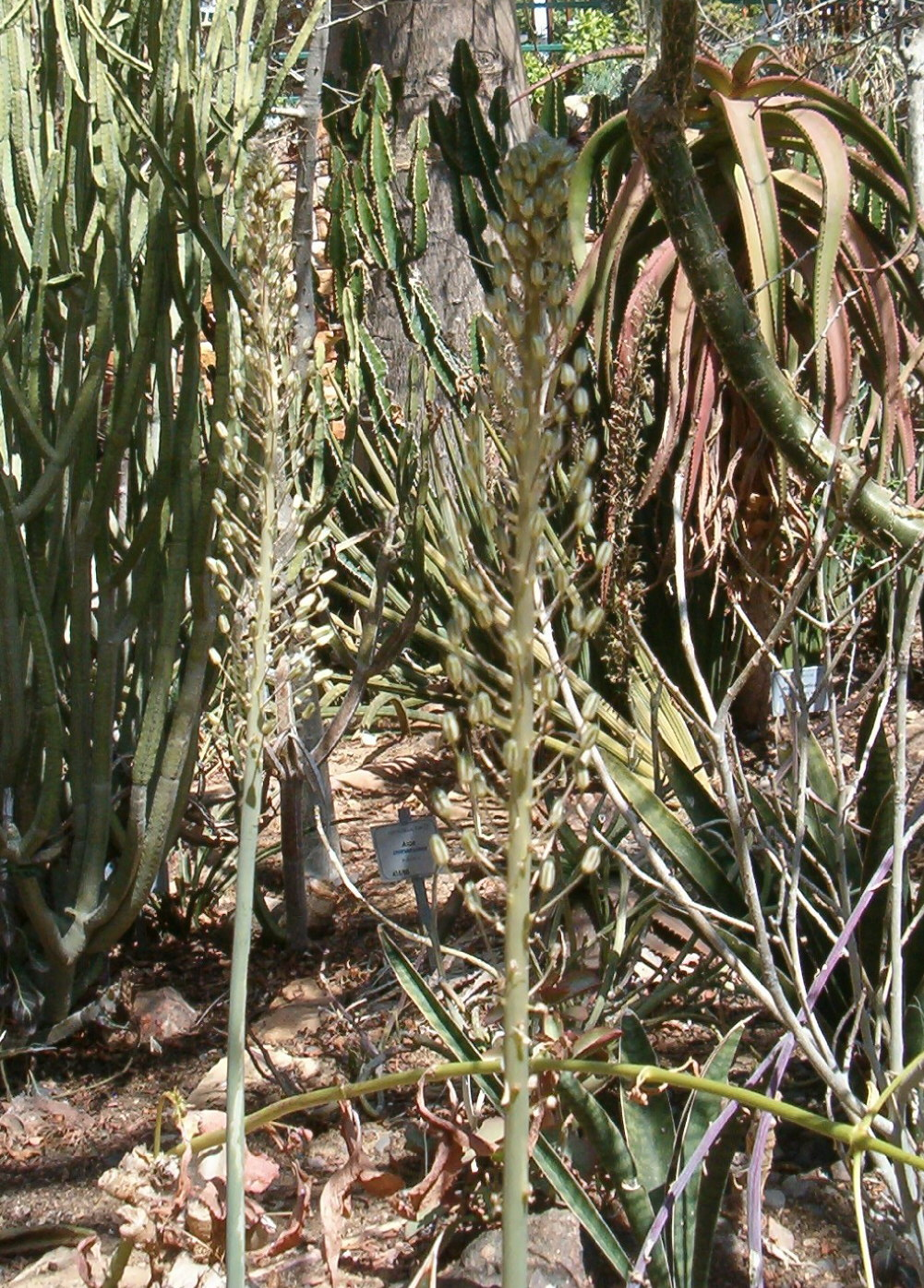
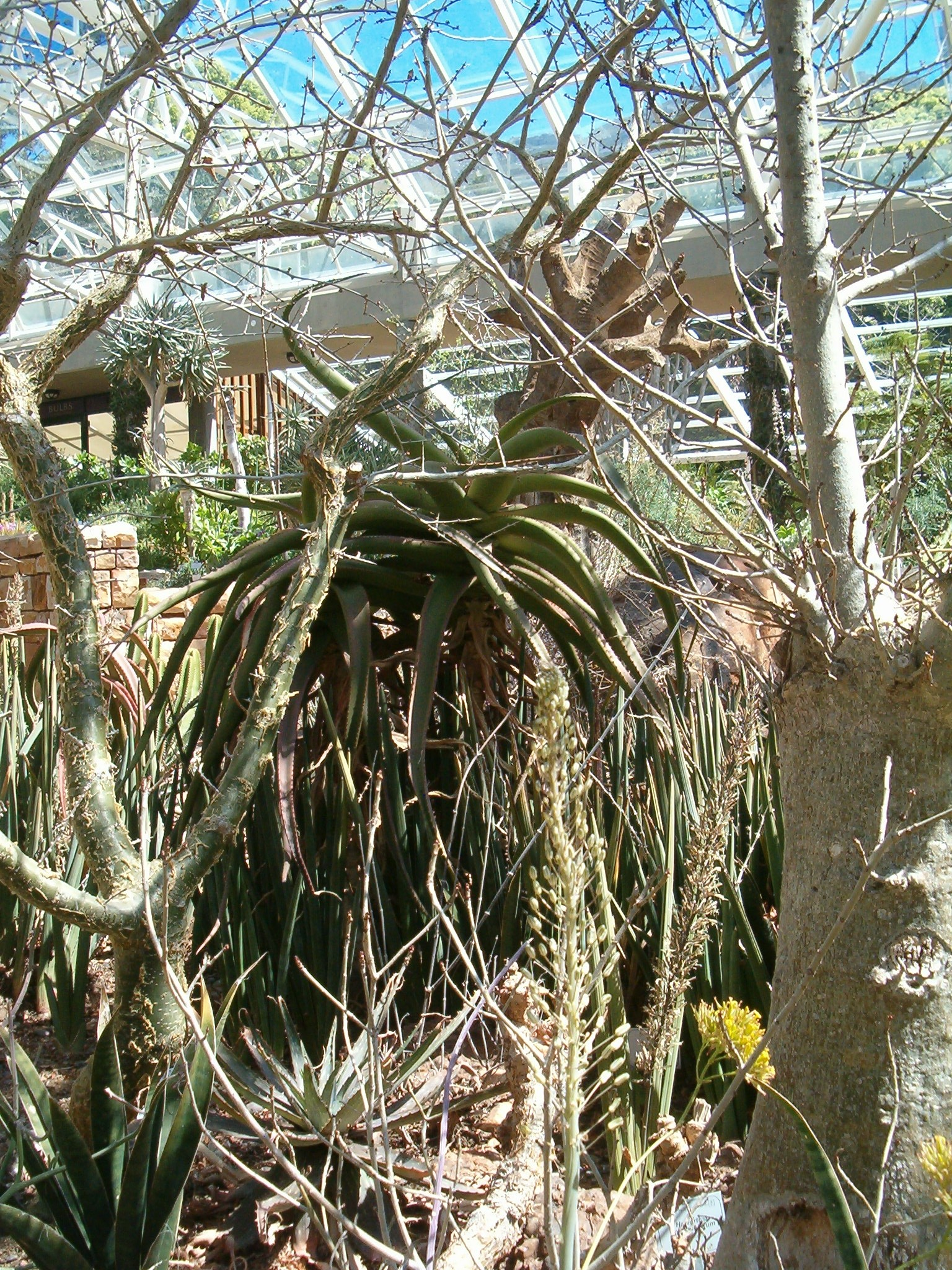
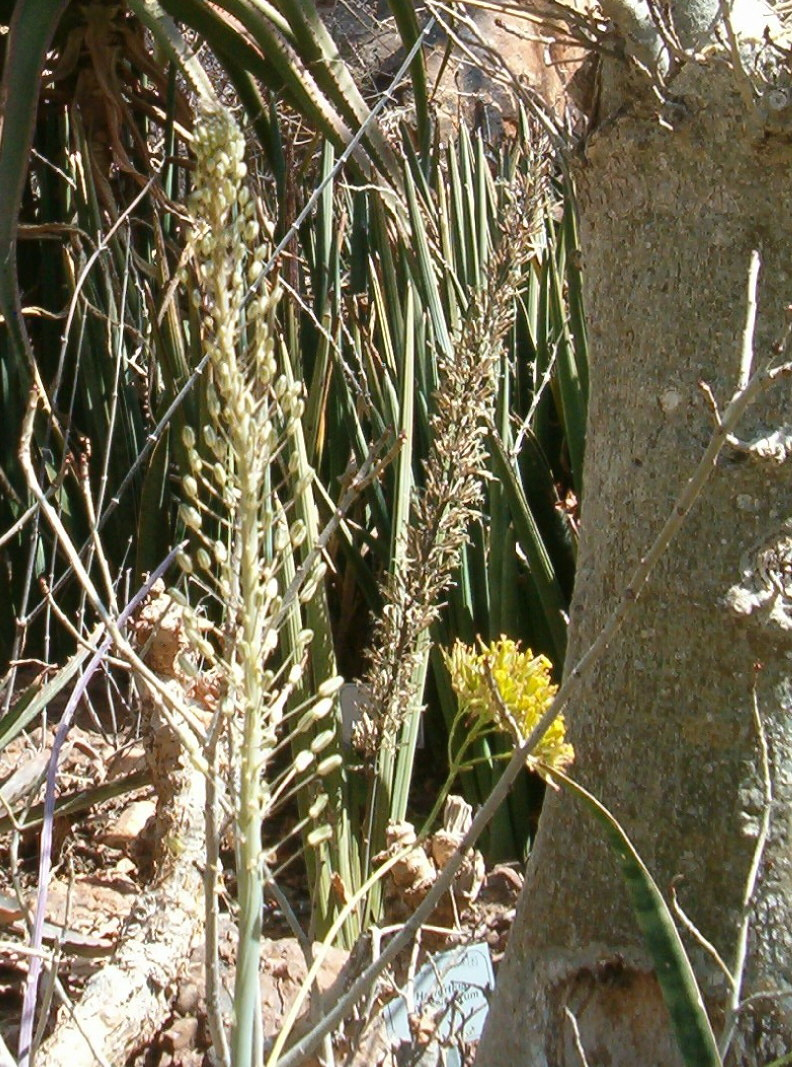
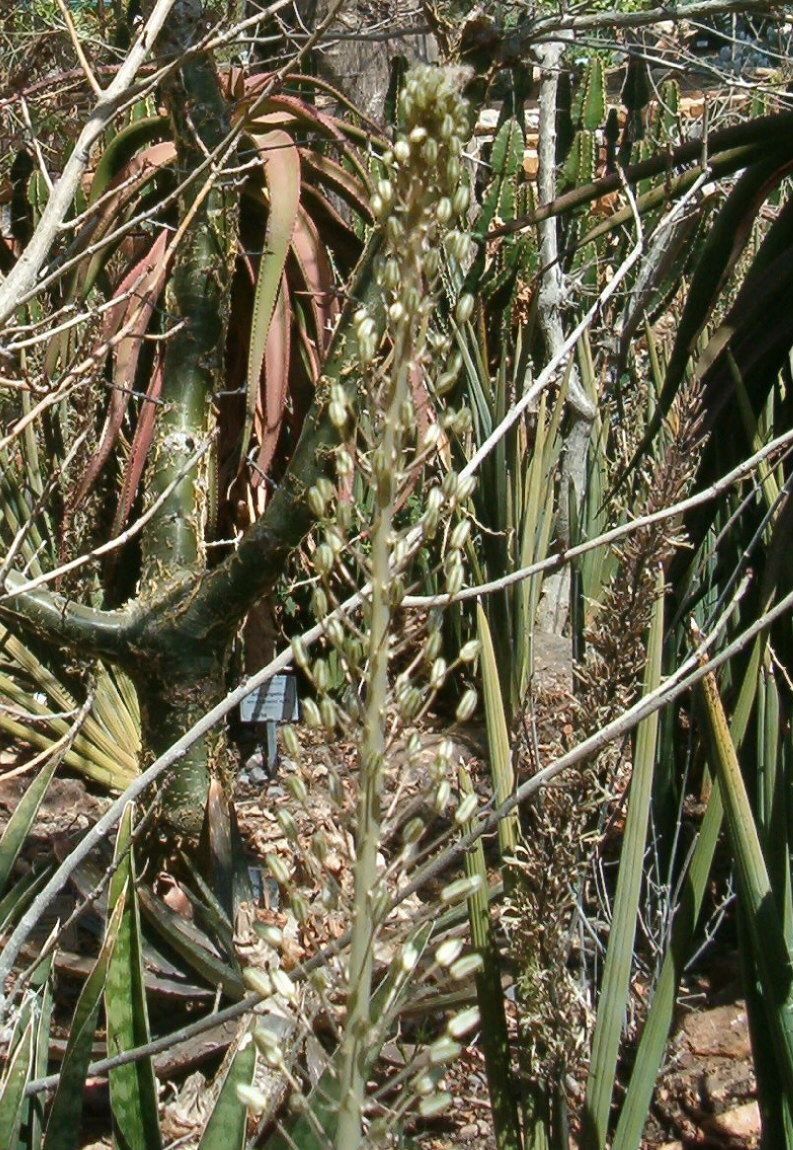

## Dottertaxa tillDrimia, i alfabetisk ordning[1]
- Drimia acarophylla
- Drimia albiflora
- Drimia altissima
- Drimia anomala
- Drimia aphylla
- Drimia apiculata
- Drimia arenicola
- Drimia aurantiaca
- Drimia barkerae
- Drimia basutica
- Drimia brachystachys
- Drimia calcarata
- Drimia calcicola
- Drimia capensis
- Drimia chalumnensis
- Drimia ciliata
- Drimia congesta
- Drimia convallarioides
- Drimia cooperi
- Drimia cremnophila
- Drimia cryptopoda
- Drimia cyanelloides
- Drimia cyathiformis
- Drimia delagoensis
- Drimia dregei
- Drimia duthieae
- Drimia elata
- Drimia excelsa
- Drimia exigua
- Drimia exuviata
- Drimia fasciata
- Drimia filifolia
- Drimia fimbrimarginata
- Drimia flagellaris
- Drimia floribunda
- Drimia fragrans
- Drimia fugax
- Drimia glaucescens
- Drimia guineensis
- Drimia haworthioides
- Drimia hesperantha
- Drimia hesperia
- Drimia hockii
- Drimia hyacinthoides
- Drimia incerta
- Drimia indica
- Drimia intermedia
- Drimia involuta
- Drimia karooica
- Drimia kniphofioides
- Drimia laxiflora
- Drimia ledermannii
- Drimia ligulata
- Drimia loedolffiae
- Drimia macrantha
- Drimia macrocarpa
- Drimia macrocentra
- Drimia marginata
- Drimia maritima
- Drimia mascarenensis
- Drimia maura
- Drimia media
- Drimia montana
- Drimia multifolia
- Drimia multisetosa
- Drimia mzimvubuensis
- Drimia namibensis
- Drimia nana
- Drimia noctiflora
- Drimia numidica
- Drimia oliverorum
- Drimia ollivieri
- Drimia pancration
- Drimia platyphylla
- Drimia polyantha
- Drimia polyphylla
- Drimia porphyrantha
- Drimia pulchromarginata
- Drimia pumila
- Drimia pusilla
- Drimia razii
- Drimia rotunda
- Drimia rupicola
- Drimia salteri
- Drimia sanguinea
- Drimia saniensis
- Drimia sclerophylla
- Drimia secunda
- Drimia senegalensis
- Drimia simensis
- Drimia sphaerocephala
- Drimia sudanica
- Drimia tazensis
- Drimia undata
- Drimia uniflora
- Drimia uranthera
- Drimia urgineoides
- Drimia vermiformis
- Drimia wightii
- Drimia virens
- Drimia zambesiaca